# اگوادا، مونته‌ویدئو
اگوادا، مانت‌ویدئو (به لاتین: Aguada, Montevideo) یک منطقهٔ مسکونی در اروگوئه است که در ایالت مونته‌ویدئو واقع شده‌است.